# Pygirhynchus
Pygirhynchus is een geslacht van Phasmatodea uit de familie Heteronemiidae. De wetenschappelijke naam van dit geslacht is voor het eerst geldig gepubliceerd in 1838 door Serville.

## Soorten
Het geslacht Pygirhynchus omvat de volgende soorten:
- Pygirhynchus bispinosus Redtenbacher, 1906
- Pygirhynchus carioca Piza, 1944
- Pygirhynchus coronatus Serville, 1838
- Pygirhynchus granulosus Redtenbacher, 1906
- Pygirhynchus muricatus Redtenbacher, 1906
- Pygirhynchus subfoliatus Serville, 1838
- Pygirhynchus toledopizai (Zompro, 2004)
- Pygirhynchus vigilans (Westwood, 1859)